# Dočasná péče
Dočasná péče je poskytnutí dočasného domova zvířeti. Do dočasné péče se nejčastěji umisťují psi a kočky, ale také třeba slepice. Dočasná péče je poskytována zejména zvířatům, která nemohou být z různých důvodů umístěna v útulku. Mezi nejčastější důvody patří věk, zdravotní či psychický stav zvířete.

## Doba trvání a náklady
Doba trvání dočasné péče je různá, záleží hlavně na možnostech dočaskáře. Ideálním stavem je umístění zvířete v dočasné péči tak dlouho, dokud se mu nenajde trvalý domov. Pokud funguje dočaskář pod spolkem, jsou většinou náklady z větší či menší části hrazeny spolkem. Každá dočasná péče je individuální.